# トマーシュ・ハーイェク
トマーシュ・ハーイェク（Tomáš Hájek、1991年12月1日 - ）は、チェコ・ズリーン出身の元サッカー選手。現役時代のポジションはディフェンダー。

## 経歴
2019年7月12日、フィテッセに3年契約で加入した。